# 1958

## Събития
- Основана е НАСА.
- Открита е „Пловдивска английска гимназия“.
- Завършва строителството на небостъргача Сигрем Билдинг в Ню Йорк по проект на Лудвиг Мис ван дер Рое и Филип Джонсън.
- Създаден е ФК Слован Либерец

## Родени
- Александър Дудов, български футболист
- Младен Сърбиновски, македонски писател
- Христо Хаджитанев, български художник
- 2 януари – Красимир Рангелов, български скулптор
- 9 януари – Мехмет Али Агджа, турски активист
- 12 януари – Ваня Цветкова, българска актриса
- 13 януари – Пако Буйо, испански футболист
- 15 януари – Борис Тадич, президент на Сърбия (2004 – 2012)
- 20 януари – Пламен Панайотов, български политик
- 25 януари
  - Алесандро Барико, италиански писател
  - Петко Драганов, български дипломат
- 27 януари – Хабиб Коите, малийски музикант
- 4 февруари – Вернер Шваб, австрийски писател († 1994 г.)
- 7 февруари – Мат Ридли, британски журналист и писател
- 8 февруари – Марина Силва, бразилски министър
- 11 февруари – Стефан Тафров, български дипломат
- 22 февруари 
  - Спиридон Скембрис, гръцки шахматист
  - Уди Адам, израелски офицер
- 1 март – Бертран Пикар, швейцарски психиатър
- 4 март 
  - Емел Етем Тошкова, български политик
  - Патриша Хийтън, американска актриса
- 9 март – Руси Гочев, български футболист
- 10 март – Шарън Стоун, американска актриса
- 12 март – Катрин Шмит, немска писателка
- 14 март
  - Албер II, принц на Монако
  - Брюно Дюмон, френски режисьор
- 21 март – Гари Олдман, британски актьор и режисьор
- 26 март 
  - Елио де Анджелис, италиански автомобилен състезател († 1986 г.)
  - Добромир Карамаринов, български лекоатлет
- 30 март – Морис Ламарш, канадско-американски озвучаващ актьор и комик
- 3 април – Алек Болдуин, американски актьор
- 10 април – Бейбифейс, американски певец
- 11 април – Георги Славков, български футболист († 2014 г.)
- 13 април – Георги Димитров, български социолог
- 21 април – Ива Николова, българска поетеса, журналистка, публицист и преводач от руски език
- 25 април – Фиш, шотландски певец
- 26 април – Георги Лозанов, медиен експерт
- 30 април 
  - Шарл Берлен, френски актьор
  - Стефан Лъхчиев, български футболист
- 4 май 
  - Зорка Първанова, първа дама на България (2002 – 2012)
  - Кийт Харинг, американски художник
- 6 май – Николай Свинаров, български политик
- 16 май – Пламен Пеев, български актьор
- 20 май – Алексей Гусков, руски актьор
- 22 май – Далбело, канадска певица
- 26 май – Виктор Шейман, министър на вътрешните работи на Беларус
- 27 май – Румен Пенин, български учен
- 31 май – Бойко Клечков, български политик и икономист
- 1 юни – Намбарин Енхбаяр, монголски политик
- 5 юни – Авигдор Либерман, израелски политик
- 6 юни – Маруан Баргути, палестински водач
- 15 юни – Рикардо Палети, италиански пилот от Ф1 († 1982 г.)
- 17 юни – Джело Биафра, американски музикант
- 19 юни – Сергей Цветарски, български статистик, председател на НСИ
- 22 юни – Борислав Георгиев, български езиковед
- 30 юни – Йордан Парушев, български художник († 2011 г.)
- 2 юли – Красимир Кънев, председател на Български хелзинкски комитет
- 5 юли – Ципи Ливни, израелски политик
- 7 юли – Александър Авджиев, български телевизионен водещ († 2012 г.)
- 9 юли – Кин Стоянов, български общественик
- 10 юли – Кирил Батембергски, български художник († 2018 г.)
- 12 юли – Пламен Павлов, български историк
- 26 юли – Анджела Хюит, канадска пианистка
- 30 юли – Кейт Буш, английска певица
- 4 август – Марио Тагарински, български политик
- 7 август – Брус Дикинсън, британски певец
- 13 август – Бойчо Величков, български футболист
- 16 август – Мадона, американска певица
- 22 август 
  - Драгомир Драганов, български политик и икономист
  - Колм Фиори, американско-канадски актьор
- 25 август – Тим Бъртън, американски кинорежисьор
- 29 август – Майкъл Джаксън, американски певец, известен като „Краля на попа“ († 2009 г.)
- 30 август – Анна Политковская, руска жирналистка
- 8 септември – Стоян Бончев, български футболист
- 18 септември – Рашид Таха, френско-алжирски музикант
- 20 септември – Валентин Райчев, български борец
- 21 септември – Васил Тинчев, български футболист
- 23 септември – Лита Форд, американска певица
- 27 септември – Ървин Уелш, шотландски романист
- 28 септември – Бесник Мустафай, албански писател и политик
- 5 октомври - Нийл Деграс Тайсън, американски астроном
- 16 октомври 
  - Тим Робинс, американски актьор и режисьор
  - Здравко Димитров, български актьор
- 17 октомври – Тодор Батков, български адвокат и бизнесмен
- 22 октомври – Кийт Паркинсън, американски художник
- 24 октомври – Владимир Пенев, български актьор
- 26 октомври – Ангелика Клюсендорф, немска писателка
- 8 ноември – Йоав Галант, израелски военен
- 29 ноември – Лев Псахис, руски шахматист и гросмайстор (от 1982 г.)
- 30 ноември – Миодраг Йешич, сръбски футболист и треньор († 2022 г.)
- 1 декември – Янко Русев, български щангист
- 10 декември – Веселин Михайлов, български футболист
- 11 декември – Ники Сикс, американски музикант
- 15 декември – Никола Спасов, български футболист и треньор по футбол
- 26 декември – Ейдриън Нюи, Дизайнер

## Починали
- 23 януари – Илия Бешков, български художник, философ, писател и педагог (р. 1901 г.)
- 11 февруари – Ърнест Джоунс, уелски невролог и психоаналитик
- 15 февруари – Надежда, българска княгиня
- 28 февруари – Никола Мавродинов, български учен
- 4 март – Смиле Войданов, Български революционер и емигрантски деец
- 8 март – Петър Дървингов, български офицер и историк
- 16 март или 19 февруари – Никола Ганушев, български художник (р. 1889 г.)
- 23 март – Хенри Брайлсфорд, британски журналист
- 9 април – Тугомир Алаупович, хърватски писател (р. 1870 г.)
- 16 април – Розалинд Френклин, английска биофизичка (р. 1925 г.)
- 29 май – Хуан Рамон Хименес, испански поет
- 1 юни – Гаврил Кацаров, български историк и филолог
- 3 юни – Жорж Буланже, румънски музикант
- 25 юли – Янко Анастасов, български художник
- 14 август – Фредерик Жолио-Кюри, френски физик, лауреат на Нобелова награда за химия през 1935 г. (р. 1900 г.)
- 22 август – Роже Мартен дю Гар, писател
- 25 август – Змей Горянин, български писател (р. 1905 г.)
- 1 септември – Димитър Дечев, български класически филолог
- 25 септември – Джон Б. Уотсън, американски психолог
- 8 октомври – Ран Босилек, български писател (р. 1886 г.)
- 9 октомври – Пий XII, римски папа (р. 1876 г.)
- 11 октомври – Йоханес Р. Бехер, немски поет, белетрист и драматург
- 24 октомври – Джордж Едуард Мур, британски философ (р. 1873 г.)
- 25 октомври
  - Едуард Муни, американски духовник (р. 1882 г.)
  - Ари Калъчев, български живописец
- 1 ноември – Яхия Кемал Беятлъ, турски поет и политик
- 27 ноември – Георги Дамянов, деец на БКП
- 12 декември – Слободан Йованович, сръбски политик, държавник и историк (р. 1869 г.)
- 21 декември – Лион Фойхтвангер, немски белетрист и драматург

## Нобелови награди
- Физика – Павел Алексеевич Черенков, Иля Франк, Игор Там
- Химия – Фредерик Сангър
- Физиология или медицина – Джордж Бидъл, Едуард Тейтъм, Джошуа Ледърбърг
- Литература – Борис Пастернак
- Мир – Жорж Пир

## Филдсов медал
Клаус Рот, Рене Том
Вижте също:
- календара за тази година